# Краско, Андрей Иванович
Андре́й Ива́нович Краско́ (10 августа 1957, Ленинград — 4 июля 2006, Овидиополь, Одесская область) — советский и российский актёр театра и кино, телеведущий.

## Биография
Родился 10 августа 1957 года в Ленинграде в семье студента Ленинградского театрального института Ивана Ивановича Краско (1930—2025) и школьной учительницы Киры Васильевны Петровой (ум. 1997).
Андрей рос болезненным ребёнком, и для того, чтобы больше быть с сыном, его мать Кира Васильевна уволилась из школы и пошла воспитателем в детский сад. Свою первую роль Андрей исполнил на утреннике в детском саду. Он был зайчиком, а отец — Дедом Морозом.
Выбор жизненного пути для Андрея был проблемой — ему попеременно хотелось стать то пожарным, то космонавтом, то шахтёром. В конце концов сформировалось желание стать актёром. Занимался в ленинградском Театре юношеского творчества (ТЮТ) (1969—1974) при Ленинградском дворце пионеров под руководством Матвея Дубровина. Первая попытка поступления оказалась неудачной, Краско не был принят, так как плохо подготовился к экзаменам. Один сезон он работал монтировщиком декораций в театре им. Комиссаржевской. Спустя год Андрей поступил в ЛГИТМиК, в мастерскую Аркадия Кацмана и Льва Додина. В 1979 году по его окончании он по распределению был направлен в Томский театр юного зрителя. В том же году дебютировал в кино.
В 1982 году был призван на срочную службу в Советскую армию. Служил в войсках ПВО в Архангельской области.

#### Личная жизнь
Первая жена — Наталья Акимова (род. 1957), актриса; (развод).
Вторая жена — Мириам Александрович (01.09.1957 — 05.07.2023) — развод, сын Ян Краско (род. 31 марта 1980), актёр.
Незарегистрированные браки — Маргарита Звонарёва (актриса), сын Кирилл (род. 17 мая 1997); Елена Шевченко (около 3 лет); Каролина Попова, дочь Алиса (род. 15 сентября 2003); Светлана Кузнецова.

#### Смерть
Скончался 4 июля 2006 года, не дожив немногим более 1 месяца до своего 49-летия, от сердечной недостаточности на съёмках фильма «Ликвидация» Сергея Урсуляка в Овидиополе (Одесская область, Украина). По словам Урсуляка, приступ был вызван попыткой вывода актёра из состояния продолжительной алкогольной интоксикации. Похороны актёра состоялись 7 июля 2006 года на Комаровском поселковом кладбище под Санкт-Петербургом. За роль Геннадия Янычара Андрей Краско был посмертно принят в Санкт-Петербургский клуб моряков-подводников ВМФ.
4 июля 2007 года к годовщине смерти актёра на кладбище в Комарове был подготовлен и установлен памятник из чёрного мрамора с его портретом и изображением подводной лодки.

## Творчество

### Роли в театре
Томский театр юного зрителя
- 1979 — «Брысь, костлявая, брысь!» по пьесе Саулюса Шальтяниса (реж.: А. Насибулин, А. Краско) — Андрюс Шатас и Каминскас[10]
- 1979 — «Мужчина семнадцати лет» по пьесе Игнатия Дворецкого
- 1979 — «Робин Гуд» — Робин Гуд

Другие театры
- 1982 — «Кукарача», Ленинградский театр им. Ленинского комсомола — Кукарача
- 2001 — «На кабельных работах осенью 69 года» / «Москва — Петушки», по поэме В. Ерофеева (реж.: Георгий (Юрий) Васильев) (2-я редакция, 2001), «Белый театр» / «Приют комедианта», Санкт-Петербург — Веничка
- 2001 — «Смерть Тарелкина» А. В. Сухово-Кобылина (реж.: Ю. Бутусов), Театр им. Ленсовета — Тарелкин

### Фильмография
- 1979 — Личное свидание (короткометражный) — шофёр
- 1980 — Никудышная — парень из компании
- 1981 — Куда исчез Фоменко? — молодой инженер
- 1981 — Штормовое предупреждение — турист
- 1985 — Противостояние — «Иван», персонаж номера самодеятельности на песню В. Высоцкого «Диалог у телевизора»
- 1986 — Прорыв — проходчики братья-близнецы Александр и Бронислав Костромины
- 1987 — Виктория — начальник патруля
- 1988 — Фонтан — поклонник творчества Петрищева (озвучен Валерием Захарьевым)
- 1988 — Полёт птицы — эпизод
- 1988 — Без мундира — эпизод
- 1989 — Псы — охотник Утехин
- 1989 — Дон Сезар де Базан — Пабло
- 1990 — Новая Шахерезада — Баранов, милиционер
- 1990 — Город — провожающий
- 1991 — Человек со свалки — сокамерник
- 1991 — Лох — победитель воды — бандит, убитый разрядом
- 1991 — Афганский излом — штабник
- 1993 — Конь белый — белогвардеец Сомов, насильник
- 1993 — Юноша из морских глубин — эпизод
- 1993 — Сенсация — дежурный по отделению милиции
- 1994 — Глухарь (телесериал) — рэкетир на трассе
- 1994 — Русский транзит — грузчик, (роль озвучивал Виктор Бычков)
- 1994 — Русская симфония — казак в бурке
- 1995 — Прибытие поезда — оператор
- 1995 — Улицы разбитых фонарей — Геннадий Валентинович Газонский по кличке «Зубр»
- 1996 — Операция «С Новым годом!» — Андрей Иванович Эпштейн
- 1997 — Американка — сосед
- 1997 — Шизофрения — работник зоны
- 1997 — Брат — хозяин квартиры, в которой засели бандиты
- 1998 — Особенности национальной рыбалки — Витёк
- 1998 — Блокпост — прапорщик Ильич
- 1998—2004 — Агент национальной безопасности 5 сезонов 60 серий — Андрей Иванович Краснов, капитан ФСБ
- 1999 — Болдинская осень (короткометражный) — Сисин
- 2000 — Бандитский Петербург. Фильм 1. Барон — Жора «Пианист», вор-рецидивист, помощник «Барона» (1-я серия)
- 2000 — Обида (короткометражный) — эпизод
- 2000 — Особенности национальной охоты в зимний период — второй пограничник
- 2001 — Начальник — эпизод
- 2001 — Сёстры — дядя Миша
- 2001 — Убойная сила 3 — Степан Глюк
- 2001 — Агентство — бывший заключённый Анатолий Мокрушников
- 2001 — Копейка — Николай / Гия / режиссёр
- 2002 — Олигарх — следователь Шмаков
- 2003 — Дух земли — Стрём
- 2003 — Ключ от спальни — солдат
- 2003 — Линии судьбы — азербайджанец Саматов Алишер Рафаилович (Алик)
- 2003 — Участок — Юрий Савичев
- 2004 — 72 метра — капитан первого ранга Геннадий Янычар
- 2004 — Богиня: как я полюбила — Павел
- 2004 — Диверсант — Василий Сергеевич Лукашин
- 2004 — Наваждение — Василий Плотников
- 2004 — Ночной продавец — сыщик
- 2004 — Потерявшие солнце — Саша Ледогоров
- 2004 — Стервы, или Странности любви — Мураш
- 2004 — Сапиенс (короткометражный) — бомж
- 2004 — Строптивая мишень — дядя Коля
- 2004 — Узкий мост — Саша Мигалов
- 2004 — Своя чужая жизнь — безработный актёр
- 2004 — Даша Васильева. Любительница частного сыска 3 — Ефим
- 2005 — 9 рота — командир полка
- 2005 — Брежнев — Анатолий, парикмахер
- 2005 — Гибель империи — унтер-офицер контрразведки Николай Алексеевич Стрельников
- 2005 — Доктор Живаго — Маркел
- 2005 — Есенин — Иосиф Виссарионович Сталин
- 2005 — Жмурки — сосед, раздражённый громкой музыкой
- 2005 — Королевство кривых… — журналист Александр Иванович Ветров
- 2005 — На белом катере — хозяин пансионата Сан Саныч
- 2005 — Охота на изюбря — главный инженер комбината Вадим Игнатьевич Скоросько
- 2005 — Питер FM — мужик в трусах
- 2005 — Принцесса и нищий — майор Игорь Сергеевич Голомазов
- 2005 — Свой человек — Никита Сергеевич Крымин
- 2005 — Турецкий гамбит — унтер-офицер
- 2006 — Грозовые ворота — полковник Павел Павлович Галкин
- 2006 — Заколдованный участок — Юрий Савичев
- 2006 — Кто приходит в зимний вечер — водитель троллейбуса
- 2006 — Любовь-морковь — Феликс Эдуардович Корогодский (роль озвучивал Алексей Колган)
- 2006 — Оранжевое небо
- 2006 — Сволочи — кладовщик дядя Паша
- 2006 — У. Е. — полковник Павел Андреевич Чернов
- 2006 — Я остаюсь — Виктор Павлович Тырса (роль озвучивал Семён Фурман)
- 2007 — Группа «Zета» — полковник Гордиенко
- 2007 — Одна любовь на миллион — Суровцев
- 2007 — Частный заказ — полковник Олег Иванович Марусев
- 2007 — Ликвидация — Фима Петров по кличке Полужид (сцены удалены, за исключением одной сцены с мёртвым персонажем, лежащим ничком)
- 2022 — Агент национальной безопасности. Возвращение — Андрей Иванович Краснов (в воспоминаниях)

### Телеспектакли
- 1987 — Конёк-Горбунок — стражник
- 1998 — Маленький водяной — гость

### Озвучивание
Фильмы
- 1987 — Моонзунд — эпизодические роли (нет в титрах)
- 1990 — Новая Шахерезада — Толян
- 1992 — Непрощённый — Дейви Бантинг
- 1992 — В осаде — Рамирез
- 1994 — Последнее дело Варёного — Митя Сизухин
- 1997 — Воздушная тюрьма

Мультфильмы
- 2002 — Красные ворота Расёмон

### Работа на телевидении
- В 1984 году вместе с Натальей Акимовой снялся в ролике на песню Владимира Высоцкого «Диалог у телевизора».
- В сезоне 2003/2004 вёл на телеканале «Культура» передачу «Кто в доме хозяин?».
- В начале-середине 2000-х годов также вёл мужской тележурнал «Арсенал» на телеканале «ДТВ»[11]([неавторитетный источник]).

## Память
Творчеству и памяти актёра посвящены документальные фильмы и телепередачи:
- «Андрей Краско. „Непохожий на артиста“» («Первый канал», 2006)[12]
- «Андрей Краско. „Я остаюсь…“» («ТВ Центр», 2012)[13]
- «Последний полёт Андрея Краско» («Мир», 2012)[14].